# Paralimnus oculipennis
Paralimnus oculipennis är en insektsart som beskrevs av Alexander Fyodorovich Emeljanov 1972. Paralimnus oculipennis ingår i släktet Paralimnus och familjen dvärgstritar. Inga underarter finns listade i Catalogue of Life.